# Modeńska szkoła szachowa
Modeńska szkoła szachowa – umowna nazwa poglądów reprezentowanych przez trójkę pochodzących z Modeny szachistów włoskich: Ercole Del Rio, Giambattistę Lolliego i Domenico Lorenzo Ponzianiego, nazywanych także „Wielkimi Modeńczykami”. Za jej symboliczny początek uważa się wydanie w roku 1750 przez Del Rio książki O grze w szachy. Spostrzeżenia praktyczne... Szkoła modeńska nawiązywała do tradycji starszej „szkoły kalabryjskiej”, reprezentowanej m.in. przez Gioachino Greco czy Alessandro Salvio, podobnie jak ona kładąc nacisk artystyczny, a nie naukowy aspekt gry w szachy, preferując otwarty, atakujący styl gry i stojąc w ewidentnej opozycji do poglądów głoszonych przez Philidora w jego Analizie gry w szachy. Okres zaledwie jednego roku jaki upłynął od wydania Analizy... wskazuje, że opozycyjność ta miała charakter okazjonalny, swoje poglądy musiał Del Rio usystematyzować już wcześniej, najprawdopodobniej polemizując z twórczością Luceny. Niezależnie od dogmatycznych podstaw sporu, zasługą szkoły modeńskiej było obalenie niektórych błędnych poglądów francuskiego szachisty (np. „piony są duszą gry czy „zaczynający wygrywa”). Ponadto romantyczne założenia modeńczyków poparte były wysokiej jakości analizami debiutowymi (np. Del Rio w kontrgambicie Philidora), opracowaniami z dziedziny końcówek, a nawet problemistyki szachowej (modeńczycy rywalizowali tu z Filipem Stammą). Można uznać, że dla rozwoju nowoczesnej gry w szachy istnienie modeńskiej szkoły szachowej było równie ważne jak całokształt działalności Philidora.